# Kate Eckhardt
Kate Eckhardt (29 ottobre 1997) è una canoista australiana, specializzata nello slalom.

## Palmarès
- Mondiali

Pau 2017: bronzo nel K1 a squadre.
- Campionati oceaniani di canoa slalom

Auckland 2017: bronzo nel K1.
Penrith 2019: bronzo nel C1 e nel K1.